# Michael Thurk
Michael Thurk (nacido el 28 de mayo de 1976 en Fráncfort del Meno, en la región de Hesse, Alemania) es un futbolista alemán que juega como delantero y actualmente se encuentra sin equipo.

## Clubes
| Club                | País     | Año       |
| ------------------- | -------- | --------- |
| 1. FSV Mainz 05     | Alemania | 1999-2004 |
| FC Energie Cottbus  | Alemania | 2004-2005 |
| 1. FSV Mainz 05     | Alemania | 2005-2006 |
| Eintracht Frankfurt | Alemania | 2006-2007 |
| FC Augsburg         | Alemania | 2007-2011 |
| 1. FC Heidenheim    | Alemania | 2011-2014 |

- Datos: Q427454